# Carlo Lodovico Visconti
Carlo Lodovico Visconti (auch Carlo Ludovico Visconti; geboren 1818 in Rom; gestorben am 19. Juni 1894 ebenda) war ein italienischer Archäologe.
Carlo Lodovico Visconti, Sohn von Felice Visconti und Neffe von Pietro Ercole Visconti, war das letzte Glied der römischen Archäologendynastie der Visconti, die mit Giovanni Battista Visconti, 1768 Nachfolger Johann Joachim Winckelmanns im Amt des Commissario delle Antichità, ihren Anfang nahm und über vier Generationen die Archäologie und die Verwaltung der Altertümer im Kirchenstaat dominierte. 
Carlo Lodovico Visconti nahm ab 1855 an den Ausgrabungen in Rom und den Provinzen des Kirchenstaats teil, ab 1859 assistierte er seinem Onkel Pietro Ercole bei dessen von Pius IX. initiierten systematischen Ausgrabungen in Ostia, zudem bei dessen Arbeit für das Commissariato delle Antichità, und unterstützte ihn auch bei dessen Tätigkeit als Professor für Archäologie an der damals noch päpstlichen Universität Rom. Im Jahr 1883 wurde er Direktor des Museo Torlonia und übernahm nach dem Tod von Ignazio Jacometti (1819–1883) im Jahr 1884 als Direttore dei Musei e delle Gallerie Pontificie und Commissario delle Antichità pei Musei Pontifici die Verantwortung für die vatikanischen Sammlungen und Altertümer. 
Neben seinen selbstständig durchgeführten Ausgrabungen in Ostia, wo er in dem jungen Rodolfo Lanciani seinen bedeutendsten Schüler fand, entdeckte er die domus Clionis, die später in die Kirche Santa Balbina all’Aventino integrierte Stadtvilla des Konsuls und Stadtpräfekten Lucius Fabius Cilo aus dem späten 2. Jahrhundert. Er grub am Heiligtum der Arvalbrüder an der Via Magliana und legte das Excubitorium – einen Posten der vigiles genannten stadtrömischen Feuerwehrmänner – in der Regio XIV am Monte de' Fiori nahe San Crisogono frei.
Carlo Lodovico Visconti war ständiger Sekretär der Pontificia Accademia Romana di Archeologia und Sekretär der Päpstlichen Akademie der schönen Künste und der Literatur. Er war Mitglied der Commissione Archeologica Comunale di Roma seit ihrer Gründung 1872 und Herausgeber der ersten 21 Bände des Bullettino della Commissione Archeologica Comunale di Roma, für das er zahlreiche Artikel beitrug.

## Veröffentlichungen (Auswahl)
Neben zahlreichen, teils umfangreichen Aufsätzen, die Rodolfo Lanciani in einer Bibliographie Carlo Lodovico Viscontis zusammengestellt hat:
- Nuova descrizione dei musei vaticani. Band 1. Salviucci Rom 1872.
- Guida del Palatino. Bocca, Rom 1873.
- Il quinipondio ed il tresse del medagliere Vaticano. Tipografia Della Pace, Rom 1880.
- Il busto di Anacreonte scoperto negli orti di Cesare. Salviucci, Rom 1884.
- I monumenti del Museo Torlonia. Tipografia Tiberina di F. Setth, Rom 1885 (Digitalisat).
- Un’ antichissima pittura delle tombe esquiline. Tipografia della R. Accademia dei Lincei, Rom 1889.
- Descrizione dei monumenti di scultura antica del Museo Ludovisi. Salvati, Foligno 1891.